# Flipper Zero
Flipper Zero — портативное многофункциональное Тамагочи-подобное устройство, разработанное для взаимодействия с системами контроля доступа и другими системами, использующими для связи радиоканал. Устройство способно считывать, копировать и эмулировать метки RFID и NFC, радиопульты, iButton и цифровые ключи доступа, а также имеет интерфейс GPIO. Впервые об устройстве было объявлено в августе 2020 года в рамках краудфандинговой кампании Kickstarter, которая собрала 4,8 млн. долларов. Первые устройства были доставлены спонсорам через 18 месяцев после завершения краудфандинговой кампании. Пользовательский интерфейс устройства представляет собой виртуального питомца-дельфина, нарисованного в пиксельной графике. Взаимодействие с виртуальным питомцем — основная игровая механика устройства. В зависимости от используемого в данный момент функционала устройства изменяются внешний вид и эмоции питомца. Также, есть уровень дельфина, который повышается при использовании устройства.
Несмотря на то, что возможно этичное использование устройства (например, в качестве пульта дистанционного управления для телевизора или датчика углекислого газа), некоторые из встроенных инструментов могут использоваться для преступлений или хакинга (такие как скимминг RFID и эмуляция RFID-чипов, например, в идентификационных таблетках, использование встроенного радиоклонера для открытия дверей гаража, разблокировки или даже запуска автомобилей, активированных смарт-ключом, функция беспроводного BadUSB, а при подключении нескольких инфракрасных светодиодов доступен эмулятор Opticom, который может переключать светофоры), поэтому Amazon снял устройство с продаж, а в Канаду и Бразилию был запрещён ввоз.

## Обзор
Flipper Zero предназначен для взаимодействия с различными системами, радиопротоколами, RFID, NFC и инфракрасными сигналами. Для работы с устройством не требуется наличие компьютера или смартфона; им можно управлять с помощью 5-позиционного джойстика и отдельной кнопки «Назад». У Flipper Zero монохромный ЖК-экран с оранжевой подсветкой (можно вставить плату подсветки с возможностью выбора цвета экрана) и разрешением 128x64 пикселей. Для соединения с внешними модулями сверху имеются универсальные отверстия ввода/вывода (GPIO). Пользовательские данные и обновления прошивки хранятся на карте Micro SD. Некоторые действия, такие как прошивка или обновление пользовательских данных, требуют подключения к компьютеру или смартфону с установленным программным обеспечением разработчика.
В июле 2023 года для устройства открылся магазин приложений.
Также, для Flipper Zero есть ряд модулей подключающихся к нему по GPIO. Например, Wi-Fi модуль, позволяющий взаимодействовать с беспроводными сетями.